# Meus Dois Amores
Meus Dois Amores é um filme de comédia brasileiro de 2015, dirigido por Luiz Henrique Rios e escrito por José Carvalho, baseado no conto Corpo Fechado de Guimarães Rosa. Estrelado por Caio Blat e Maria Flor, o filme conta a história de um vaqueiro que divide seu amor entre sua mula de estimação e sua noiva. Conta ainda com as atuações de Alexandre Borges, Julio Adrião, Lima Duarte, Vera Holtz, Milton Gonçalves, Ana Lúcia Torre e Guilherme Weber no elenco.

## Enredo
Na sua pequena cidade, Manuel, um vaqueiro habilidoso interpretado por Caio Blat, desperta inveja com sua valiosa mula, Beija-fulô. No entanto, a tranquilidade é abalada com a chegada de um matador interpretado por Alexandre Borges, que deseja adquirir o animal. Manuel, em um momento de desespero, acaba vendendo outra mula defeituosa. Quando o matador descobre a trapaça, seu desejo de vingança se volta para o vaqueiro e para a noiva dele, Das Dô, vivida por Maria Flor. Para se proteger, Manuel precisa buscar a ajuda de Toniquinho das Pedras, um feiticeiro local interpretado por Julio Adrião. Agora, o vaqueiro terá que enfrentar ameaças perigosas e se valer de magia para proteger sua vida e o amor de sua vida.

## Elenco
| Ator/Atriz       | Personagem               |
| ---------------- | ------------------------ |
| Caio Blat        | Manuel                   |
| Maria Flor       | Maria das Dores (Das Dô) |
| Alexandre Borges | Targino                  |
| Lima Duarte      | Nhô Peixoto              |
| Vera Holtz       | Flausina                 |
| Fabiana Karla    | Tomázia                  |
| Milton Gonçalves | Monsenhor Fidélis        |
| Ana Lúcia Torre  | Vó Lindelena             |
| Guilherme Weber  | Zéza                     |
| Julio Adrião     | Toniquinho das Pedras    |
| Xando Graça      | Rosendo                  |
| Aramis Trindade  | Miligirdo                |
| Ana Rios         | Dorita                   |
| Carol Aguiar     | Nelzi                    |
| Clara Servejo    | Nilzi                    |
| Marcelo Escorel  | Doutor                   |
| Lucas Oradovschi | Cigano Malaquias         |
| Marina Vianna    | Isaura                   |
| Marcio Ehrlich   | Tabelião                 |

## Produção

### Concepção e desenvolvimento

O filme é inspirado na obra de Guimarães Rosa (foto).

A produção de Meus Dois Amores foi desenvolvida através da parceria das produtoras Roteiaria, Thijoana Filmes, Olho de Boi e Diller & Associados, com coprodução da Globo Filmes, Labocine e do Canal Brasil e distribuição da Downtown Filmes e Paris Filmes. O filme marca a estreia do cineasta Luiz Henrique Rios na direção de longas-metragens. Durante seu processo de inspiração para a produção do filme, que é baseado na obra de Guimarães Rosa, buscou referências na mais assistida adaptação do escritor, a minissérie Grande Sertão: Veredas. Luiz Henrique destaca o  aspecto mágico e poderoso das palavras presentes nas obras de Guimarães Rosa. Ele expressa o desejo de transformar essas palavras em imagens visuais, buscando criar uma experiência cinematográfica única. Rios menciona que o filme não é exclusivamente para aqueles familiarizados com a obra do autor, mas também busca alcançar um público novo e entusiasta. Ele ressalta a importância do legado de Guimarães Rosa, mencionando que um de seus trabalhos foi um grande sucesso na televisão, e acredita que as histórias do autor têm potencial para serem adaptadas de maneira tão impactante quanto qualquer outra obra literária.
O filme tem como base o conto Corpo Fechado, que faz parte da coletânea Sagarana (1946), escrita por Guimarães Rosa. A trama original retrata a história de um indivíduo fanfarrão que se passa por valente e possui uma mula muito desejada por um feiticeiro. Um valentão ameaça passar a noite com a noiva do protagonista, o que o deixa apreensivo. Para se proteger, ele procura o feiticeiro, que realiza um ritual para fechar seu corpo em troca do animal. O diretor Luiz Henrique Rios mantém esse núcleo central em sua adaptação cinematográfica0. O filme foi gravado em Carrancas, na região do Campo das Vertentes, além de uma fazenda com cidade cenográfica localizada no interior do Rio de Janeiro. As filmagens foram realizadas em 2012. Foi produzido ao custo de R$ 5,2 milhões. A fim de garantir um maior desenvolvimento narrativo, Rios acrescenta subtramas à história original, proporcionando um fôlego renovado ao enredo.
Com sutileza, certo toque de humor e explorando os estereótipos dos habitantes do interior de Minas Gerais, Luiz Henrique Rios aproxima o filme Meus Dois Amores de uma das adaptações cinematográficas mais populares dos últimos tempos, O Auto da Compadecida (2000), dirigido por Guel Arraes. Rios destaca que, ao falar sobre o povo brasileiro, especialmente aqueles que vivem no interior, estamos abordando nossa estrutura cultural. No entanto, ele diferencia a abordagem de Guimarães Rosa em relação à de Ariano Suassuna, criador de O Auto da Compadecida. Enquanto Suassuna adota um tom farsesco, Rosa apresenta uma narrativa fabular. Ambos os autores exploram o Brasil profundo em suas obras, e Rios busca reinterpretar esse universo, pois desejava contar uma história sobre o Brasil e para os brasileiros.
Para o diretor, um dos desafios complexos da adaptação foi transmitir a prosódia peculiar de Guimarães Rosa para o cinema, mas de maneira compreensível. Na medida do possível, ele se esforçou para preservar alguns dos ditados característicos de Rosa, como o famoso "galinha pode ser de qualquer cor que no final o ovo é branco".

## Lançamento
A música "Fé Cega Faca Amolada", composta por Milton Nascimento e Ronaldo Bastos, ganhou uma nova interpretação na voz de Lenine e serviu de canção-tema do filme. Em 19 de fevereiro de 2015, a música foi lançada em plataformas digitais para promover o lançamento do filme nos cinemas. O filme foi lançado diretamente nos cinemas a partir de 19 de março de 2015 pela  Downtown Filmes e Paris Filmes.

## Recepção

### Bilheteria
De acordo com os dados do Anuário Estatístico do Cinema Brasileiro, publicado pela Agência Nacional do Cinema (Ancine), o filme atingiu um público de 22.661 espectadores, o que gerou uma receita de R$ 281.806,53. No ranking de filmes brasileiros lançados em 2018, o filme ocupa a 28ª posição em termos de bilheteria.

### Análise da crítica
Meus Dois Amores recebeu avaliações mistas por parte da crítica especializada, recebendo elogios, principalmente, pela caracterização e desempenho do elenco. Mirtes Helena Scalioni, para o portal Cinema no Escurinho, escreveu que o elenco e os figurinos desempenham um papel fundamental na valorização do filme. Além do excelente desempenho de Caio Blat e Maria Flor, que estão brilhantes como Manuel (Peixoto/Veiga) e Das Dô, Scalioni destaca que Alexandre Borges entrega uma atuação impressionante como o matador Targino. Júlio Adrião se destaca como o feiticeiro Toniquinho das Pedras, enquanto Lima Duarte e Vera Holtz transmitem sua mensagem como o pai e a mãe de Manuel. Ela também cita que merecem destaque as atuações convincentes de Milton Gonçalves, Fabiana Karla, Ana Lúcia Torre e os demais membros do elenco, todos devidamente caracterizados com roupas simples e penteados desalinhados, de acordo com o contexto rural. Ao contrário do que muitas vezes ocorre em filmes brasileiros, a equipe responsável pela caracterização não negligenciou em amarelar e estragar os dentes dos personagens, o que confere ainda mais autenticidade às interpretações.
Em sua análise no site Papo de Cinema, Roberto Cunha descreve o filme Meus Dois Amores como visualmente impressionante. As cenas foram filmadas em fazendas localizadas em Minas Gerais e Rio de Janeiro, e os figurinos são bem trabalhados, inclusive com atenção aos detalhes dos dentes dos personagens, que foram propositalmente amarelados. O filme reserva momentos interessantes, como uma cena que remete a um teatro de sombras, protagonizado pelo herói e sua amada. Esses momentos reforçam a sensação de estar diante de uma fábula bem humorada. A trilha sonora de Plínio Profeta é envolvente e destaca-se, especialmente na nova versão da clássica música "Fé Cega, Faca Amolada", interpretada por Lenine. Apesar de sua duração mais curta e ter potencial para ser um filme de TV, Meus Dois Amores  revela-se uma grata surpresa que vale a pena conferir.